# جائحة فيروس كورونا في تكساس 2020

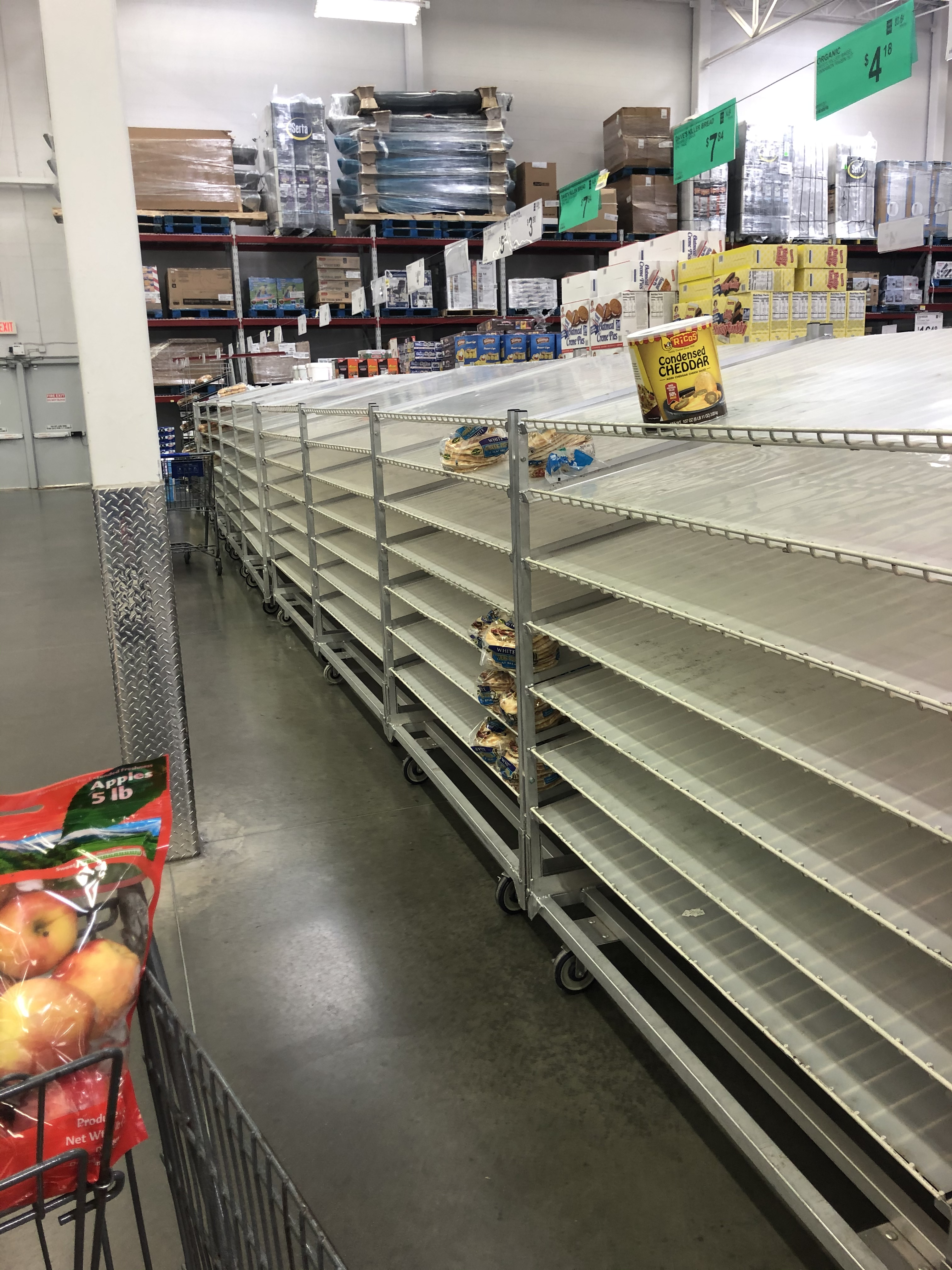
أرفف فارغة بسبب الذعر والشراء بكميات كبيرة في نادي سامز في لوفكين، تكساس، في 13 مارس 2020

وصلت جائحة كوفيد-19 إلى ولاية تكساس الأمريكية في مارس 2020. واعتبارًا من 31 مايو 2020، أبلغ مسؤولو الصحة العامة في تكساس عن 64,287 حالة مؤكدة من كوفيد-19 و 1,672 حالة وفاة.

## خلفية
في 12 يناير 2020، أكدت منظمة الصحة العالمية عن ظهور فيروس كورونا المستجد كسبب للمرض التنفسي الذي أصاب مجموعة من الأشخاص في مدينة ووهان، مقاطعة خوبي، الصين، إذ أُبلغ عنهم إلى منظمة الصحة العالمية في 31 ديسمبر 2019. كانت نسبة الوفيات بين الحالات المُشخصة بكوفيد-19 أقل بكثير من جائحة فيروس سارس في عام 2003، لكن انتقال العدوى كان أكبر، والوفيات أيضًا.

## الجدول الزمني

### مارس

#### اندلاع هيوستن
في 4 مارس: أبلغ مسؤولو الصحة العامة في مقاطعة فورت بيند، في إحدى ضواحي هيوستن، عن نتيجة اختبار إيجابية مفترضة لرجل في السبعينيات من عمره عاد في أواخر فبراير من السفر إلى مصر. نُقل الرجل إلى المستشفى في حالة مستقرة. كانت هذه الحالة الجديدة هي الأولى في ولاية تكساس لأشخاص من غير الرعايا الأمريكيين الذين أُجليوا من مقاطعة هوبي وسفينة دياموند برنسس السياحية إلى المرفق العسكري في سان أنطونيو في يناير 2020.
في 5 مارس: أبلغ مسؤولو الصحة العامة في هيوستن عن أربع حالات مؤكدة عند رجلين وامرأتين من مقاطعة هاريس. ترتبط كلتا الحالتين بنفس مجموعة السفر الأخيرة إلى مصر. تعمل إحدى النساء في جامعة رايس.
في 6 مارس: أُبلغ عن ثلاث حالات جديدة في منطقة هيوستن، واحدة في هيوستن واثنتان في مقاطعة فورت بيند. كانت جميع الحالات جزءًا من مجموعة سافرت معًا إلى مصر. وبذلك وصلت حالات تكساس إلى ثماني حالات، كلها في منطقة هيوستن.

#### اندلاع دالاس
في 9 مارس، أبلغت ضاحية دالاس في مقاطعة كولين عن 3 حالات افتراضية جديدة. كان المرضى زوجان وطفلهما البالغ من العمر 3 سنوات، كانوا قد ذهبوا إلى مدرسة فريسكو المستقلة مسبقًا، وقد أثبت الرجل أنه مصاب بالفيروس بعد زيارته لوادي السيليكون في أواخر فبراير. في اليوم التالي، أعلنت كل من مقاطعة دالاس ومقاطعة تارانت عن حالة مُرجّحة واحدة في كل مقاطعة على التوالي، إذ كان كل من الحالتين قد سافرتا مؤخرًا خارج الولاية لكن على نطاق محلي.

## الانتشار في المجتمع
في 11 مارس، أعلن عمدة هيوستن سيلفستر تورنر إلغاء عرض هيوستن للماشية وروديو (مسابقات رعاة البقر) بعد إعلان تفشي المرض كحالة طارئة صحية. أُعلن عن أول حالة محتملة للانتشار ضمن المجتمع في منطقة هيوستن في نفس اليوم، عند مريض لم يسافر خارج الولاية. أعلنت كنيسة ليكوود في هيوستن، وهي إحدى أكبر الكنائس الضخمة في البلاد، أنها ألغت الخدمات الشخصية حتى إشعار آخر. في 12 مارس، أعلن قاضي مقاطعة دالاس كلاي جينكينز عن خمس حالات إيجابية إضافية، وكانت إحدى الحالات هي الحالة الأولى للانتشار ضمن المجتمع في منطقة شمال تكساس. بعد ذلك بيوم، أعلنت مدن أوستن، وسان أنطونيو، وتايلر، وكذلك مقاطعات بيل وجالفستون، عن وجود حالات مؤكدة. وأعلنت سان أنطونيو عن حظر التجمعات التي تضم 500 شخص أو أكثر.
في 13 مارس: أعلن رئيس جامعة تكساس، جريجوري ل. فينفيس، أن زوجته كارمل أصيبت بالفيروس بعد رحلة إلى مدينة نيويورك. في رسالة مفتوحة لموظفي الجامعة وأعضاء الهيئة التدريسية والطلاب، ذكر فينفيس أن زوجته بدأت تظهر عليها أعراض تشبه أعراض الأنفلونزا بعد رحلتهم، حضروا خلالها العديد من الأحداث مع الخريجين والطلاب، وكانت نتيجة اختبارها بفيروس كوفيد-19 إيجابية، وأن كل من فينفيس وزوجته وأفراد الأسرة الإضافيين في العزل الذاتي، ونصح الرئيس أفراد المجتمع باتباع الإجراءات الوقائية التي أقرّتها مراكز السيطرة على الأمراض والوقاية منها ضد انتشار الفيروس. وأُبلغ عن أول حالة لكوفيد-19 في إل باسو.
في 16 مارس: أعلن مسؤولو مقاطعة ماتاجوردا الحالة الثانية لفيروس كورونا في مقاطعة ماتاجوردا. توفي المريض، وهو رجل في أواخر التسعينات، مساء الأحد في مركز ماتاجوردا الطبي الإقليمي بأعراض تتوافق مع الإصابة بالفيروس.
أُبلغ عن الوفاة الثانية في تكساس في 17 مارس، لأحد السكان المتقدمين بالعمر في أرلينغتون، والذي توفي يوم الأحد 15 مارس.
في 17 مارس: أُبلغ عن الوفاة الثالثة في تكساس في 18 مارس، لأحد المقيمين في بلانو والذي توفي في مستشفى محلي في 17 مارس.
في 26 مارس: أعلنت مقاطعة بيل بولاية تكساس عن وفاتها الأولى، والتي كانت امرأة.

### أبريل
في 1 أبريل: كانت نتيجة اختبار 44 طالبًا جامعيًا من جامعة تكساس في أوستن إيجابية للإصابة بفيروس كوفيد-19، وقد كانوا جزءًا من مجموعة مكونة من 70 طالب جامعي استأجروا رحلة لقضاء عطلة الربيع في كابو سان لوكاس، في المكسيك. أخذ بعض الطلاب رحلات جوية تجارية عند عودتهم إلى الولايات المتحدة، مما اضطر المسؤولين الصحيين وغيرهم لتعقب الأشخاص الآخرين الذين ربما أصيبوا، من خلال متابعة مخالطي المرضى.
في 3 أبريل: أصيب 60 شخصًا وتسعة موظفين في دار تمريض في سان أنطونيو بكوفيد-19. مات شخص واحد. على الصعيد الوطني، كان هناك 450 حالة وفاة في دور رعاية المسنين.
في 17 أبريل: أصدر الحاكم أبوت الأمر التنفيذي GA-17، الذي أنشأ ما يُعرف بفريق ضربة الحاكم القاضية من أجل فتح تكساس، للحصول على المشورة من القادة السياسيين والطبيين حول «إعادة تشغيل وتنشيط جميع جوانب الحياة في ولاية لون ستار بأمان واستراتيجية». بدأت هذه العملية ببروتوكولات التباعد الاجتماعي المنقحة التي سمحت الآن بخدمات الطلب والتوصيل على مدار الـ24 ساعة. في هذا اليوم أيضًا، أمر الحاكم أبوت بإغلاق جميع المدارس العامة والخاصة للفترة المتبقية من العام الدراسي 2019-2020، بما في ذلك جميع مؤسسات التعليم العالي.
في 27 أبريل: في 26 أبريل، أصبحت مقاطعة مور هي الأولى في ولاية تكساس التي بلغت نسبة الإصابة فيها 1% من السكان. من بين جميع الإصابات المضافة في تكساس في ذلك اليوم، جاءت 1/14 منها من هذه المقاطعة التي تشكل 1/1400 من سكان تكساس كلها. في 27 أبريل، أصبح معدل الإصابة في مقاطعة مور 1.3%، وهو أعلى 15 مرة من متوسط القيمة المكتشفة في تكساس. أعلن الحاكم أبوت عن المراحل الأولى من ثلاث مراحل في خطة لفتح تكساس بعد الإغلاق، إذ سمح للمطاعم، وشركات البيع بالتجزئة، والمتاحف، والمواقع الأخرى بفتح طاقة شاغرة بنسبة 25% اعتبارًا من 1 مايو، وإن كان ذلك في إطار البروتوكولات الصحية القياسية الدنيا الجديدة. أصدر مكتب الحاكم أيضًا تقريره لفتح تكساس، وحدد خطة من ثلاث مراحل لإنهاء الإغلاق وإعطاء التوجيهات بشأن البروتوكولات الاجتماعية التي أُصدرت حديثًا من قبل الحاكم وكبار ضباط فريق الضربة القاضية.

### مايو
في 1 مايو: بعد انخفاض توسع انتشار العدوى قبل حوالي 10 أيام، تجاوز عدد الإصابات الجديدة المكتشفة 1000 إصابة في 30 أبريل لأول مرة بعد 10 أبريل، وأصبح أعلى في 1 مايو. تجاوز العدد المسجل للإصابات «النشطة» 14000. سُجّل أكبر عدد جديد من حالات الوفيات اليومية المرتبطة بكوفيد-19 والذي كان 50 إصابة في يوم 30 أبريل.
في 8 مايو: تجاوز العدد الإجمالي لحالات الوفاة المسجلة 1,000 وفاة. أصبح العدد المسجل للإصابات النشطة أعلى من 16000.
في 13 مايو: أصبحت مقاطعة بوتر أول مقاطعة كبيرة (> 100,000 نسمة) مع معدل إصابة مسجل> 1% (أصبحت بالفعل> 1.1% بسبب الزيادة السريعة)، بينما اقتربت مقاطعة مور الأصغر المجاورة من 3%. ما يزال متوسط معدل الوفيات المرتبط بكوفيد-19 في ولاية تكساس منخفضًا، ويبلغ حوالي 1/25000 من إجمالي عدد السكان، ولكن بعض المقاطعات الأصغر (مثل مور المذكورة وواشنطن بشكل خاص) تظهر بالفعل معدلات ذات دلالة إحصائية أعلى بحوالي عشر مرات أو أكثر.
15 مايو: سُجّلت أرقام أعلى يومية لحالات إصابة جديدة بالفيروس (بعد أعلى مستوى سابق في 10 أبريل) وحالات الوفاة الناتجة عن الفيروس (بعد أعلى معدل سابق في 30 أبريل). أصبح العدد المسجل للحالات النشطة حاليًا أعلى من 18000. ويمثل هذا زيادة جديدة في نمو العدوى وزيادة في احتمالية إصابة المزيد من الأشخاص الذين يتواصلون مع المصابين.
في 16 مايو: حدثت أكبر قفزة في الحالات الجديدة ليوم واحد (1,801 حالة جديدة). سجلت منطقة أماريلو (مقاطعتي بوتر وراندال) 734 حالة جديدة بسبب الاختبارات التي أجريت للعاملين في مصانع اللحوم في المنطقة. أمر الحاكم أبوت سابقًا فريق الاستجابة للتدفق (SRT) ببدء الاختبار في المناطق عالية الخطورة (مثل مرافق تعبئة اللحوم).
في 28 مايو: أعلى عدد يومي جديد للإصابات وفقًا لما أفادت به خدمة HHS في تكساس.
31 مايو: مرة أخرى، تسجيل رسمي جديد لأعلى عدد من الإصابات اليومية الجديدة المكتشفة. مقاطعة مور هي رسميًا أكثر من 3% من الحالات الإيجابية بين مجموع السكان.

## استجابة الحكومة
في 2 مارس، أعلن عمدة سان أنطونيو رون نيرينبرج ومقاطعة بيكسار «حالة كارثة محلية متعلقة بالطوارئ الصحية العامة» بعد أن تم تخريج شخص من الحجر الصحي عن طريق الخطأ في قاعدة سان أنطونيو المشتركة من قبل مركز السيطرة على الأمراض والوقاية منها، وذلك قبل ظهور نتيجة ثالث اختبار لفيروس كوفيد-19 أجري لديه وكان إيجابيًا. التمست المدينة بعد ذلك الحكومة الأمريكية لتمديد الحجر الصحي للمواطنين الأمريكيين في قاعدة سان أنطونيو المشتركة؛ إلا أن الالتماس رُفض من قبل كزافييه رودريغيز في المحكمة المحلية الأمريكية للمنطقة الغربية من تكساس. أعلنت كل من مدينة دالاس ومقاطعة دالاس «حالة كارثة محلية متعلقة بالطوارئ الصحية العامة».
في 13 مارس، أعلن الحاكم جريج أبوت عن كارثة على مستوى الولاية لجميع المقاطعات في الولاية. وأعلن أيضًا عن أول منشأة لإجراء الاختبارات للسيارات المارة في سان أنطونيو، وأنه سيحصل مزيد من التوسع ليشمل جميع أنحاء الولاية.
في 22 مارس، أمر الحاكم أبوت المتخصصين في الرعاية الصحية تأجيل العمليات الجراحية «غير الإسعافية من الناحية الطبية»، وكذلك تعليق القبولات، ليصبح مجال في المستشفيات لاحتواء أكثر من مريض واحد في كل غرفة. وعلى نحو مثير للجدل، أشار النائب العام كين باكستون لاحقًا إلى أن ذلك يشمل عمليات الإجهاض (باستثناء تلك التي تمس حياة الأم أو صحتها). وذكر أبوت أنه لن يكون هناك أي أمر بالتزام المنازل على مستوى الولاية في الفترة القريبة القادمة، نظرًا لأن أكثر من 200 مقاطعة كانت خالية من الحالات. ترك أبوت القرار للحكومة المحلية لوضع مبادئ توجيهية أكثر صرامة. بعد ذلك بساعتين، أمر قاضي مقاطعة دالاس كلاي جينكينز السكان بالتزام منازلهم بداية من الساعة 11:59 مساءً من اليوم التالي. بعد ذلك بيوم واحد وفي 23 مارس، أصدرت مقاطعات بيل، بيكسار، برازوس، كاميرون، هانت، ماكلينان، ستيفنز، مقاطعات ومدينة فورني أمرًا للسكان بالتزام المنازل. أصدرت كولين، جالفستون، هاريس، ترافيس، وويليامسون نفس الإجراءات في 24 مارس. مع ذلك فقد كانت توجيهات مقاطعة كولين أكثر مرونةً، إذ نص الأمر على السماح لجميع الأعمال التجارية الأساسية بالاستمرار مع ضرورة الالتزام بتعليمات التباعد الاجتماعي.
في 30 مارس، أصدر الحاكم أبوت أمرًا تنفيذيًا على مستوى الولاية، يأمر السكان بتقليل أي تجمعات أو اتصال شخصي مع أشخاص ليسوا أفرادًا من نفس الأسرة، والبقاء في المنزل وعدم الخروج إلا للخدمات والأنشطة الأساسية. لم يستخدم أبوت المصطلحات «أمر بالتزام المنزل» أو «اللجوء في المكان» لوصف الأمر إذ انه اعتبرها مصطلحات خاطئة (يشير الملجأ في المكان عادةً إلى حالات الطوارئ) وغير ملائمة لهدف الأمر. يستثني الأمر أماكن العبادة معتبرًا إياها خدمات أساسية (خاضعة للتباعد الاجتماعي)، مع ذلك فقد أوصى أبوت بتوفير الخدمات عن بعد بدلًا من ذلك.
خضع حظر الإجهاض (الذي لا يندرج ضمن «الإجراءات الطبية الإسعافية») للطعن في المحكمة واستأنف على الفور. بحلول 10 أبريل، أكدت هيئة من ثلاثة قضاة من محكمة الدائرة الخامسة للاستئناف على الحظر، باستثناء حالات الحمل التي لا يمكن تأجيل الإجهاض فيها لأنه لن يكون ممكنًا بعد ذلك.
في 17 أبريل، أعلن أبوت أنه بدءًا من 24 أبريل، سيُسمح للمستشفيات بإجراء عدد محدود من العمليات الجراحية الانتخابية، وسيُسمح لمنافذ البيع بالتجزئة باستئناف تقديم خدمات الالتقاط المباشر لتلبية الطلبات القائمة على الإنترنت أو الهاتف للمتسوقين المارة وسيسمح بإعادة فتح منتزهات الدولة اعتبارًا من 19 أبريل (على الرغم من مطالبة الزوار بارتداء أقنعة الوجه والحفاظ على التباعد الاجتماعي).
في 20 مايو 2020، وفي أعقاب العديد من الاحتجاجات المناهضة للإغلاق في عواصم الولايات، اجتمع متظاهرون للاعتراض على اللقاحات في عاصمة ولاية تكساس في أوستن ولمطالبة الولاية برفع القوانين المتعلقة بإغلاق الأعمال.
تقول صفحة الحدث الخاصة بمظاهرات تكساس على فيسبوك المسماة «لا يمكنكم إغلاق أمريكا» أن هدف التظاهر هو «الإظهار للعولميين وخاصةً زعيم تحسين النسل بيل غيتس ومنظمة الصحة العالمية ومراكز السيطرة على الأمراض والوقاية منها أنه لا يمكن تعليق حرية أمريكا لمجرد شيء عابر ولا يمكن إجبارهم على ارتداء أقنعة الوجه كما الناس في الصين الاشتراكية». اشتملت المظاهرات على شعارات تدين الحجر الصحي في المنازل وإغلاق الأعمال معتبرة إياه على أنه «استبداد». كان ضمن المظاهرات امرأة تحمل العلم الأمريكي وعليه صورة لقناع وجه مشطوب عليه ومكتوب تحته عبارة «جسدي، خياري، ترامب 2020» إشارةً إلى حركة حق اختيار الإجهاض. ردًا على ذلك، أخبر بول أوفيت، مدير مركز التثقيف الخاص باللقاحات في مستشفى الأطفال في فيلادلفيا، أحد المراسلين أنه تنتهي حرية الفرد الشخصية عندما يتعرض لشخص غير آخذ للقاح، وأن الاستغناء عن التلقيح في هذه الحالة انتهاك لاختيارات الآخرين. دافعت قناة فوكس نيوز عن غيتس، مشيرة إلى أنه ساهم بأكثر من 100 مليون دولار للجهود الغوثية ضمن أزمة كوفيد-19.

## الآثار الاقتصادية

### الآثار على الأعمال

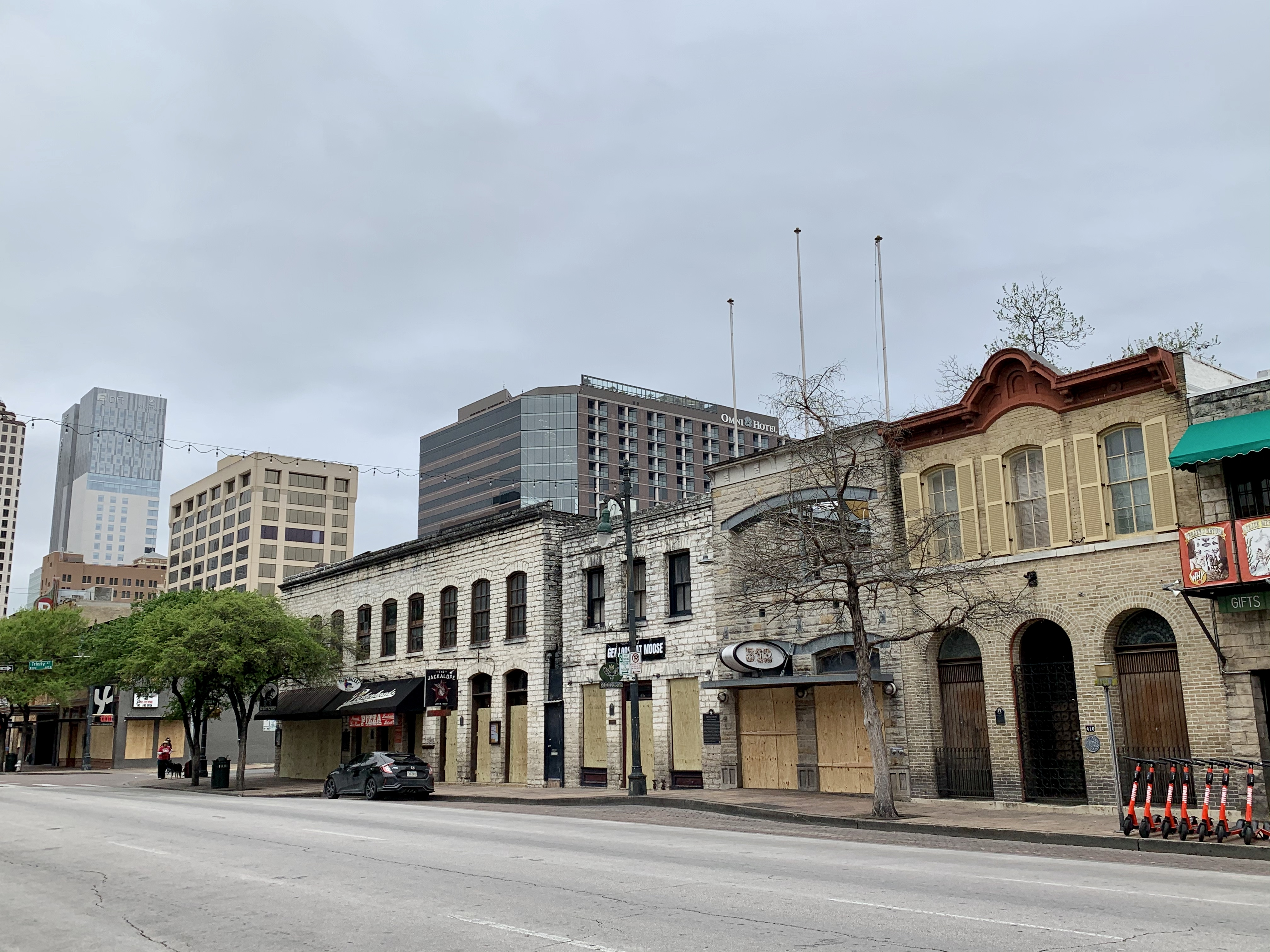
الشارع السادس في أوستن تكساس بعد أن أمرت جميع المطاعم والحانات بالإغلاق

في 13 مارس، قامت شركة الأعلام الستة (التي مقرها تكساس) بتعليق الأعمال في جميع فروعها على مستوى البلاد وفي نيو مكسيكو التي كانت لازالت قيد العمل في شهر مارس، وذلك حتى نهاية الشهر. شمل الإغلاق في 30 مارس جميع أفرع الشركة وعقاراتها. أعلن سي وورلد سان أنطونيو عن خطط للإغلاق من 16 مارس حتى 1 أبريل، إلى جانب جميع متنزهات شليتربان المائية، والمنتزهات أجلت الإغلاق. أعلنت كلا منتزهات شليتربان المائية أنها ستكون من أوائل المنتزهات المائية الكبرى في الولاية التي تعاود العمل في منتصف يونيو.
في 14 مارس، أعلنت إتش إي بي أن جميع متاجرها في أنحاء الولاية ستقلل ساعات العمل وذلك للمساعدة في إعادة تخزين البضائع. وهذا يشمل أيضًا صيدلياتهم ومواقع السوق المركزي. يأتي هذا الإعلان بعد يوم واحد من إعلان الشركة أن متاجرها في منطقة هيوستن ستكون المواقع الوحيدة التي تجري تغييرات على عملياتها. بعد ذلك بشهر، مددت إتش إي بي ساعات العمل تدريجيًا في جميع أنحاء الولاية (لتصبح أقرب إلى ساعات العمل الطبيعية) وذلك مع تحسن توفر الموارد.
حتى 26 مايو، أفادت كيه في يو إي أن «جمعية المطاعم في تكساس قدرت أن 6% من المطاعم في أوستن قد أغلقت بشكل دائم أثناء الوباء، ويقدر هذا الرقم بـ 12% على مستوى الولاية». كان عدد من هذه المطاعم التي أغلقت مشهورة وراسخة في الولاية لعقود. تشمل بعض أبرزها كافتيريا هايلاند بارك، وهو مطعم في دالاس قدم طعامًا مريحًا لمدة 95 عامًا، وثريدجيلز وهو حانة بلغ على افتتاحها أكثر من 81 عامًا وكانت أول عمل تجاري بعد الحظر في أوستن مع رخصة لبيع البيرة وذلك قبل أن تصبح مطعمًا في عام 1981 (جانيس جوبلن بدأت مسيرتها الموسيقية من هنا).

### الأحداث الملغاة

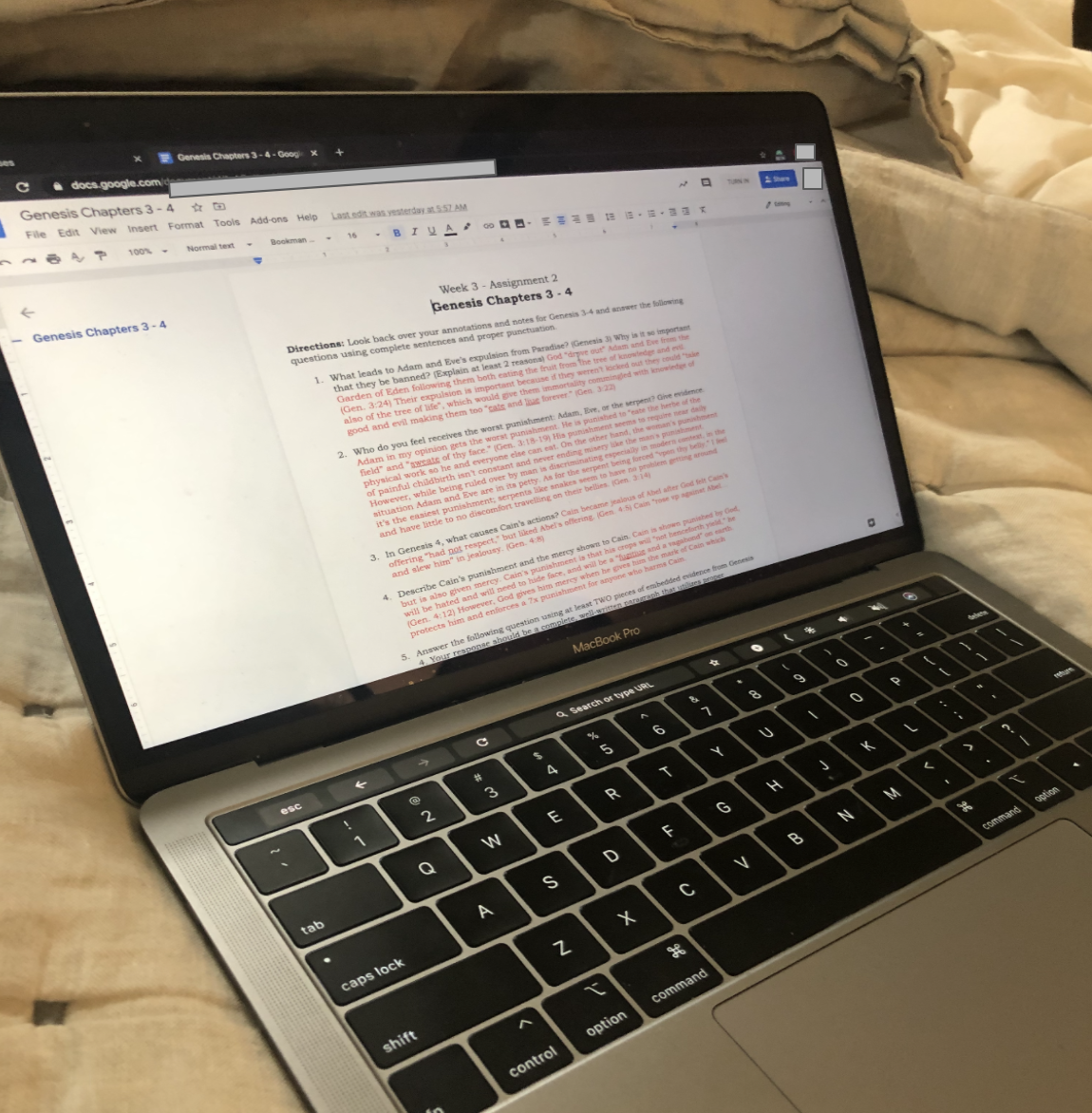
الواجبات المنزلية الرقمية المخصصة في مدرسة عامة في ولاية تكساس

لأول مرة في تاريخه، ألغي ساوث باي ساوث واست نتيجة للمخاوف الصحية المحلية حول جائحة فيروس كورونا. ألغي ما تبقى من معرض المواشي والروديو في هيوستن في 11 مارس، والذي كان من المقرر أن يستمر حتى 22. أكد أن مقيم من مقاطعة مونتغمري تكساس كان اختباره لفيروس كوفيد-19 إيجابيًا قد حضر حفلة الشواء في الروديو في 28 فبراير. حضر الروديو في 28 فبراير 77632 شخصًا، إذ ذهب 73433 منهم إلى «بطولة العالم للشواء» وكان الشخص المصاب ضمنهم. ألغيت بطولة العالم الأولى للروبوتات، التي كان من المقرر أن تحدث في هيوستن في منتصف أبريل تقريبًا، بسبب فيروس كورونا، إلى جانب جميع مسابقات الروبوتات الأولى في تكساس. تعد البطولة واحدة من أكبر التجمعات في العالم في مجال مسابقات الروبوتات.
بعد الإعلان عن منع التجمعات التي تضم أكثر من 500 شخص في 13 مارس (في سان أنطونيو)، أجلت فييستا سان أنطونيو حدثهم إلى نوفمبر 2020، الذي كان مقررًا في الأصل في منتصف أبريل.

### المدارس
المنطقة التعليمية المستقلة للمدارس في هيوستن أكبر منطقة تعليمية في الولاية، هي من بين عشرات المناطق التعليمية التي مددت العطلة الانتصافية كإجراء للمساعدة في الحد من انتشار فيروس كوفيد-19. عمليات الإغلاق هذه ليست الأولى، إذ أغلقت العديد من المدارس لمدة أسبوعين خلال جائحة إنفلونزا الخنازير عام 2009 عندما حصل تفشي هائل ضمن هيوستن. من بين إجراءات إغلاق المدارس والجامعات في جميع أنحاء الولاية، أعفى الحاكم أبوت التلاميذ من اختبار ولاية تكساس لتقييم الجهوزية الأكاديمية (إس تي إيه إيه آر) للعام الدراسي 2019-2020 لمدارس الصف العام في 16 مارس. في 19 مارس أصدر الحاكم أبوت أمرًا تنفيذيًا بإغلاق المدارس على مستوى الولاية حتى 3 أبريل. في 31 مارس، أعلن الحاكم أن المدارس في الولاية ستظل مغلقة حتى 4 مايو. في 17 أبريل، قال جريج أبوت إن مدارس ولاية تكساس العامة ستُغلق خلال الفترة المتبقية من العام الدراسي 2019-2020 وأن المدارس ستواصل تقديم التعليم عن بعد.

## الأثر على الرياضة

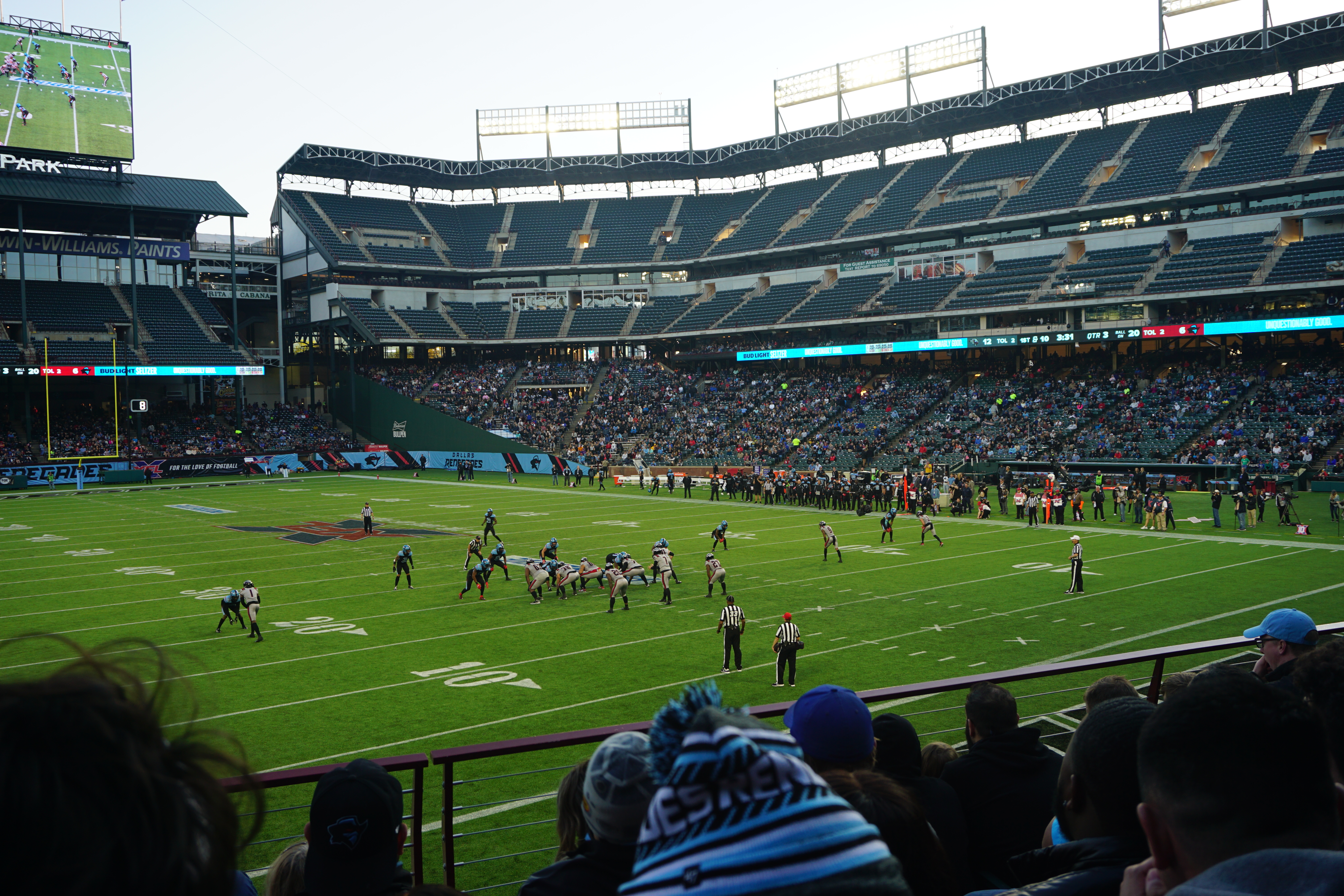
منتزه غلوب لايف في أرلنغتون في تكساس في 7 مارس عام 2020

تأثرت معظم فرق الولاية الرياضية. بدأت العديد من البطولات بتأجيل أو تعليق مواسمها ابتداء من 12 مارس. ألغى دوري البيسبول الرئيسي ما تبقى من تدريبات الربيع في ذلك التاريخ، وفي 16 مارس، أعلنوا أن الموسم سيؤجل إلى أجل غير مسمى، بعد توصيات من مراكز السيطرة على الأمراض والوقاية منها لإلغاء الأحداث التي تضم أكثر من 50 شخصًا خلال الأسابيع الثمانية القادمة، مما أثر على تكساس رينجرز وهيوستن أستروس. أيضًا في 12 مارس، أعلن الاتحاد الوطني لكرة السلة أن الموسم سيعلّق لمدة 30 يومًا، مما يؤثر على دالاس مافريكس وهيوستون روكتس وسان أنطونيو سبيرز. عُلق موسم دوري الهوكي الوطني إلى أجل غير مسمى، مما أثر على دالاس ستارز. بالنسبة للدوري الأمريكي لكرة القدم، عُلّق الموسم في 12 مارس، مما أثر على هيوستن دينامو وإف سي دالاس.
أما بالنسبة للرياضات الجامعية، ألغى الاتحاد الوطني للجامعات جميع بطولات الشتاء والربيع، وأبرزها بطولة كرة السلة للرجال والنساء في القسم الأول، والتي أثرت على الكليات والجامعات على مستوى الولاية. في 16 مارس، ألغت الرابطة الوطنية للرياضيين للناشئين بقية مواسم الشتاء بالإضافة إلى مواسم الربيع.